# Herbalima eforiae
Herbalima eforiae är en insektsart som först beskrevs av Dlabola 1964.  Herbalima eforiae ingår i släktet Herbalima och familjen sporrstritar. Inga underarter finns listade i Catalogue of Life.